# Студент
Студент (на руски: студент; на полски: student; на немски: student; от латински: studens, -entis – „учащ се“) е обучаващ се във висше учебно заведение в едно от образователно квалификационните степени: специалист, бакалавър и магистър.
Всеки студент притежава набор от студентски права включващи право за ползване на определение намаления (например в БДЖ), отлагане от военна служба (за подлежащите на служба) и др.
Придобиването на студентски права става чрез записване във ВУЗ.
Загубата на студентски права става чрез: завършване на ВУЗ; прекъсване на обучението, по друга причина, за определен период от време.
Основно задължение на студентите е посещаването на различните типове учебни занятия. Друго задължение е разработката на различните видове курсови задачи, курсови проекти и домашни работи включително и дипломна работа.
Обучаващият се във висше военно училище се нарича курсант.

## Думи
Студентствам – уча като студент.
Студиозус (на латински: studiosus):
1. учен
2. старателен, прилежен човек

## Български студенти
Общият брой на студентите в България в началото на учебната 2008/2009 година е около 274 200 души , а броят на българските студенти в САЩ е 3664 души 